# Верхняя Ирга
Верхняя Ирга — деревня в Красноуфимском округе Свердловской области. Управляется Большетурышским территориальным отделом Администрации Муниципального образования Красноуфимский округ.

## География
Населённый пункт расположен на левом берегу реки Иргина в 25 километрах на северо-северо-запад от административного центра округа — города Красноуфимск.

### Часовой пояс
Верхняя Ирга как и вся Свердловская область, находится в часовой зоне МСК+2. Смещение применяемого времени относительно UTC составляет +5:00.

## Население
| 2002 | 2010 | 2021 |
| ---- | ---- | ---- |
| 182  | ↘130 | ↘48  |

## Инфраструктура
Деревня разделена на пять улиц (Ключевая, Кунгурская, Табынская, Хуторская, Широкая) и один переулок (Кунгурский).